# Serpuchovsko–Timirjazevskaja-linjen

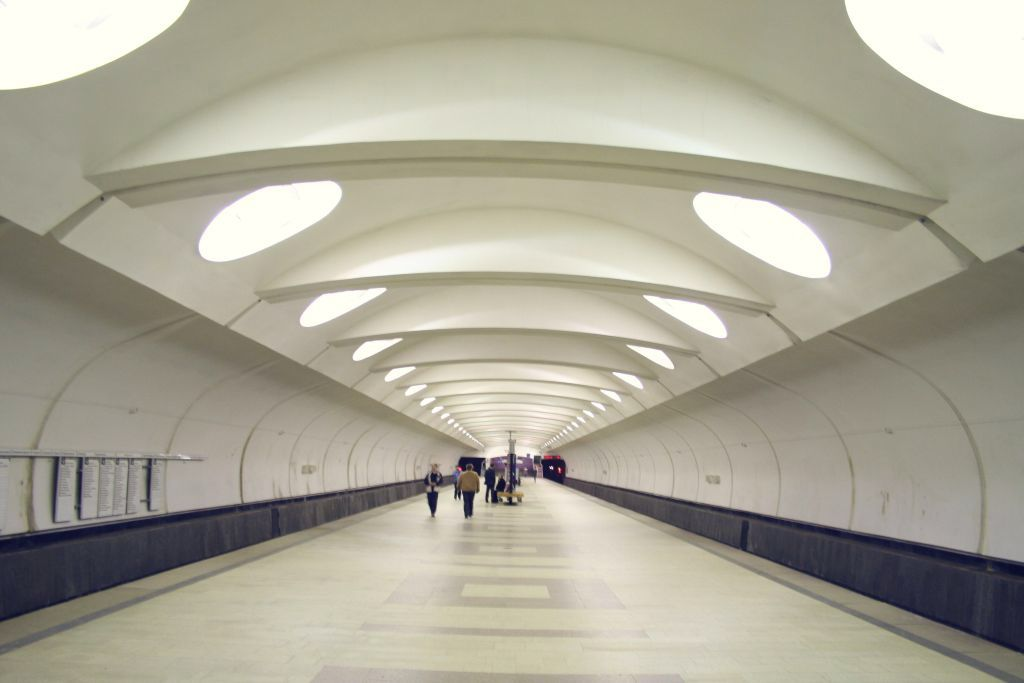
Den norra slutstationen Altufjevo

Serpuchovsko–Timirjazevskaja-linjen (ryska: Серпуховско–Тимиря́зевская ли́ния) är en 41,5 km lång nord-sydlig tunnelbanelinje i Moskvas tunnelbana, bestående av 25 stationer. 
Linjens första sträckning öppnades 1983, linjen har därefter förlängts norrut. Hela dagens sträckning på över 4 mil går under jorden, vilket innebär att detta är världens fjärde längsta tunnelbanetunnel, världslängst är linje 3 i Guangzhous tunnelbana.

## Framtida planer
Nya utgångar planeras på några stationer längs linjen, men i övrigt anses linjen komplett och inga förlängningar planeras.

## Linjens stationer
- Altufjevo
- Bibirevo
- Otradnoye
- Vladikino
- Petrovsko-Razumovskaja
- Timirjazevskaja
- Dmitrovskaja
- Savjolovskaja
- Mendelejevskaja
- Tsvetnoj Bulvar
- Tjechovskaja
- Borovitskaja
- Poljanka
- Serpuchovskaja
- Tulskaja
- Nagornaja
- Nagatinskaja
- Nachimovskij Prospekt
- Sevastopolskaja
- Tjertanovskaja
- Juzjnaja
- Prazjskaja
- Ulitsa Akademika Jangela
- Annino
- Bulvar Dmitrija Donskogo